# Hetin
Hetin (izvirno srbsko Хетин; madžarsko Tamásfalva oz. Hetény) je naselje v Srbiji, ki upravno spada pod Občino Žitište; slednja pa je del Srednjebanatskega upravnega okraja.

## Demografija
V naselju, katerega izvirno (srbsko-cirilično) ime je Хетин, živi 638 polnoletnih prebivalcev, pri čemer je njihova povprečna starost 46,8 let (44,9 pri moških in 48,5 pri ženskah). Naselje ima 328 gospodinjstev, pri čemer je povprečno število članov na gospodinjstvo 2,33.
Prebivalstvo je večinoma nehomogeno.
|  |

| Demografija | Demografija     | Demografija     |
| Leto        | Št. prebivalcev | Št. prebivalcev |
| ----------- | --------------- | --------------- |
|             |                 |                 |
|             |                 |                 |
|             |                 |                 |
|             |                 |                 |
| 1948        | 2263            |                 |
| 1953        | 2160            |                 |
| 1961        | 2008            |                 |
| 1971        | 1604            |                 |
| 1981        | 1139            |                 |
| 1991        | 881             | 870             |
| 2002        | 798             | 763             |
|             |                 |                 |

| Etnična sestava po popisu iz leta 2002 | Etnična sestava po popisu iz leta 2002 | Etnična sestava po popisu iz leta 2002 | Etnična sestava po popisu iz leta 2002 | Etnična sestava po popisu iz leta 2002 |
| -------------------------------------- | -------------------------------------- | -------------------------------------- | -------------------------------------- | -------------------------------------- |
| Madžari                                | Madžari                                |                                        | 406                                    | 53,21%                                 |
| Srbi                                   | Srbi                                   |                                        | 306                                    | 40,10%                                 |
| Romi                                   | Romi                                   |                                        | 10                                     | 1,31%                                  |
| Jugoslovani                            | Jugoslovani                            |                                        | 8                                      | 1,04%                                  |
| Hrvati                                 | Hrvati                                 |                                        | 4                                      | 0,52%                                  |
| Črnogorci                              | Črnogorci                              |                                        | 1                                      | 0,13%                                  |
| Slovenci                               | Slovenci                               |                                        | 1                                      | 0,13%                                  |
| Romuni                                 | Romuni                                 |                                        | 1                                      | 0,13%                                  |
| Neznano                                | Neznano                                |                                        | 3                                      | 0,39%                                  |